# Calle 82–Jackson Heights (línea Flushing)
Calle 82–Jackson Heights es una estación en la línea Flushing del Metro de Nueva York de la División A del Interborough Rapid Transit Company (IRT). La estación se encuentra localizada en el distrito Jackson Heights, Queens entre la Calle 82 y la Avenida Roosevelt. La estación es servida todo el tiempo por los trenes del servicio <7>.